# Duitse rock
Duitse rock kan twee betekenissen hebben:
1. geografisch: rockmuziek uit Duitsland.
2. taalkundig: rockmuziek die in het Duits wordt gezongen. ‘Duitse’ is in dit geval een verkorte zegswijze van ‘Duitstalige’. Internationaal wordt deze muziek ook weleens Deutschrock genoemd.

## DeutschRock
Duitstalige rock is meestal rockmuziek met een sterke rhythm-and-blues- en blues-inslag die in het Duits wordt gezongen; soms in de vorm van ballads. De undergroundmuziek die Krautrock genoemd wordt (van kool, Duits: Kraut), wordt hiermee niet in de eerste plaats bedoeld. Het gaat om zangers en tekstschrijvers die Duitse teksten zingen in een veel toegankelijker genre.
Het onderstaande artikel geeft een beknopte inleiding tot de rockgeschiedenis in Duitsland sinds de jaren zestig van de twintigste eeuw, met nadruk op ‘rockers’ die vooral of uitsluitend in het Duits zingen.
Bekende voorbeelden zijn Nina Hagen, Peter Maffay en Udo Lindenberg. Udo Lindenberg, die een uitstekend drummer was en meespeelde in Jazzrock groepen met Klaus Doldinger zingt al vanaf de jaren zestig rockmuziek in het Duits en was daarmee een van de eersten op dit terrein. Peter Maffay zong altijd al in het Duits. Hij maakte een ontwikkeling door en besloot op zeker moment in zijn carrière echte rockmuziek te gaan maken. Nina Hagen, die een pleegdochter was van de politiek bewuste Duitse liedermacher Wolf Biermann, werd eind jaren 70 ten tijde van de punk en de new wave bekend als een extravagante Duitse zangeres op de Europese poppodia.

### Jaren 60
Het woord Krautrock wordt sinds 1972 vaak gebruikt voor de alternatieve en underground rockgroepen uit de jaren zestig en zeventig die niet per se in het Duits zongen. Groepen als Guru Guru, Can en Amon Düül exploreerden de gebieden van de experimentele en de psychedelische rock. Holger Czukay is een befaamd exponent van de experimentele muziek in Duitsland.

### Jaren 70
Rockconcerten in Duitsland hadden vaak een politiek karakter zoals concerten voor democratie en vrede. Een rockgroep die veel optad tijdens vredesdemonstraties was Ton Steine Scherben. David Bowie ging in de jaren 70 in het verdeelde Berlijn wonen en Lou Reed wijdde een album aan deze stad. The Stooges uit Groot-Brittannië hadden ook invloed op de Duitse rockscene, die tijdens de New wave erg in beweging was. In de jaren zeventig veroverde de band Kraftwerk Europa met haar album Transeurope Express. Dit is een voorbeeld van vroege elektronische muziek, waarbij in het Duits gezongen werd. Een succesvolle Duitse rockgroep, die in het Engels zong was de groep Scorpions. Hun internationale doorbraak kwam echter pas in de jaren tachtig.

### Jaren 80
In de jaren tachtig was er sprake van een Neue Deutsche Welle met jonge bands als Deutsch Amerikanische Freundschaft. Deze muziek had grote invloed binnen de Electronic Body Music. Einstürzende Neubauten en Ideal werden gerekend tot de Neue Deutsche Welle. Nina Hagen vervolgde haar eigenzinnige carrière. Een Duitse punkband die sinds begin jaren 80 actief is, is de band Die Toten Hosen rond zanger Campino. Anderen uit die tijd zijn Ina Deter met haar band, Nena, Die Ärzte en Ideal.

### Jaren 90
In de jaren 90 kende men de band Die Prinzen en Marius Müller Westernhagen. Daarnaast kwam er een beweging op die Neue Deutsche Härte genoemd werd met bands als die Krupps, Eisbrecher, Megaherz, Oomph!, Rammstein en Stahlhammer.

### 21e eeuw
In het begin van de 21e eeuw was er een opleving van Duitse rockmuziek te bespeuren met bands als Wir Sind Helden, Kettcar, Juli en Silbermond. Er kwam vanaf de herfst van 2002 een tv-show op de Duitse televisie waarin beginnend talent zijn kunsten kon vertonen. Deze show heet Deutschland sucht den Superstar; de meeste van deze muziek valt onder de zogenaamde lichte muziek. De muziekgenres ontwikkelen zich voortdurend en het predicaat ‘rockmuziek’ is niet altijd even duidelijk wanneer er bijvoorbeeld veel techno-invloeden hoorbaar zijn of wanneer er voornamelijk elektronische samples gebruikt worden. In 2006 overleed Drafi Deutscher die sinds de jaren zestig onder steeds wisselende pseudoniemen een groot aantal Duitse liedjes heeft geschreven, die vaak pas een succes werden wanneer zij door anderen werden uitgevoerd.

## Bands en zangers die in het Duits zingen
- Die Ärzte
- BAP
- Böhse Onkelz
- Cotzbrocken
- Farin Urlaub
- Fehlfarben
- Ideal
- Ina Deter
- Klartekst
- LaFee
- Udo Lindenberg
- Nina Hagen
- Mia.
- Nena
- Panik Orchester
- Peter Maffay
- Ulla Meinecke
- Rammstein
- Rheingold (band)
- Rio Reiser
- Rosenstolz
- Spliff
- Tokio Hotel
- Ton Steine Scherben

## Gerelateerde onderwerpen
- Hamburger Schule
- Krautrock
- Neue Deutsche Welle
- Neue Deutsche Härte
- Ostrock